# Jules Takam
Pour les articles homonymes, voir Takam.
Jules Takam, né le 15 novembre 1941 à Bamendjou et mort le 9 mars 2023 à Paris, est un réalisateur, scénariste et monteur camerounais.

## Biographie

### Enfance, formation et débuts
Jules Takam naît le 15 novembre 1941 à Bamendjou dans la région de l'Ouest au Cameroun.
Il étudie à Paris au Conservatoire libre du cinéma français.

### Carrière
Il devient assistant-monteur à Antenne 2 et réalise un court-métrage L'Attente (1972, 16'), puis fait la connaissance d'Andrée Davanture, travaillant comme assistant-monteur sur Muna Moto de Jean-Pierre Dikongué Pipa.
En 1979, il réalise L'Appât du gain, puis écrit un scénario original, N'Deussa, qu'il coréalise en 1998 avec Daniel Kamwa sous un nouveau titre : Le Cercle des pouvoirs.
Il meurt le 9 mars 2023 des suites de maladie à l'hôpital Lariboisière de Paris,.